# Marijam Agischewa
Marijam Agischewa, nome d'arte di Melan Schwarz (Hangzhou, 22 dicembre 1958), è un'attrice e doppiatrice tedesca.

## Biografia
Nata da una tatara e da un diplomatico austriaco nel 1958 in Cina, ha trascorso, però, la sua infanzia a Berlino Est, dove il padre ha trovato lavoro. Nel 1975, all'età di 16 anni, comincia la sua carriera, che si afferma nel 1980. Ha studiato presso la Accademia d'Arte Drammatica "Ernst Busch" di Berlino. Oltre agli altri numerosi film interpretati, è diventata popolare in Italia grazie alla soap opera La strada per la felicità, interpretando Judith Wagner (2008-2009).

## Filmografia

### Cinema
- Berühmte Ärzte der Charité: Arzt in Uniform, regia di Wolf-Dieter Panse (1982)
- Strauss, re senza corona (Johann Strauss - Der König ohne Krone), regia di Franz Antel (1987)
- Novalis - Die blaue Blume, regia di Herwig Kipping (1993)
- Der Blaue, regia di Lienhard Wawrzyn (1994)
- Wigald, regia di Timon Modersohn - cortometraggio (2006)
- Babuschka, regia di Simona Feldman - cortometraggio (2012)

### Televisione
- Geschwister - serie TV, (1975)
- Marta, Marta - serie TV, (1979)
- Leutnant Yorck von Wartenberg - serie TV, (1981)
- Polizeiruf 110 - serie TV, (1981-1984)
- Klassenkameraden - serie TV, (1984)
- Familie Neumann - serie TV, (1984)
- Treffpunkt Flughafen - serie TV, (1986)
- Der Staatsanwalt hat das Wort - serie TV, (1987)
- Die Männer vom K3 - serie TV, (1991)
- Matchball - serie TV, (1994)
- Amici per la pelle (Freunde fürs Leben) - serie TV, (1994–1996)
- Dr. Sommerfeld - Neues vom Bülowbogen - serie TV, (1998–2002)
- In weiter Ferne, so nah - serie TV, (1999)
- Ein Liebhaber zu viel ist noch zu wenig - serie TV, (2002)
- Tatort - serie TV, (2002–2010)
- Der See der Träume - serie TV, (2006)
- Eine Liebe in Königsberg - serie TV, (2006)
- Pfarrer Braun - serie TV, 1 episodio (2008)
- La strada per la felicità (Wege zum Glück) - serie TV, (2008–2009)
- Tempesta d'amore (Sturm der Liebe) - serie TV, (2009)
- Medici in corsia (In aller Freundschaft - Die jungen Ärzte) - serie TV, (2015- in corso)

## Doppiatrici italiane
Nelle versioni in italiano delle opere in cui ha recitato, Marijam Agischewa è stata doppiata da:
- Daniela Abbruzzese in Medici in corsia